# 685
685 (DCLXXXV) je bilo navadno leto, ki se je po julijanskem koledarju začelo na nedeljo.

## Dogodki
- 1. januar

## Rojstva
- Klotar IV., frankovski kralj († 718)
- Leon III. Izavrijec, cesar Bizantinskega cesarstva († 741)
- Maslama ibn Abd al-Malik, umajadski princ in general (†  738)
- Šantideva, indijski budistični jogi in filozof († 763)
- Teodbert Bavarski, bavarski vojvoda († po 716)

## Smrti
- 7. maj - Marvan I. ibn al-Hakam, četrti kalif Umajadskega kalifata (684-685) (* 623)
- 10. julij - Konstantin IV., cesar Bizantinskega cesarstva (* okoli 650)